# 퍼지 젤러
퍼지 젤러(영어: Fuzzy Zoeller, 1951년 11월 11일 ~ )는 미국의 프로 골프 선수이다. 1973년 프로 데뷔했고, 1979년 매스터스 토너먼트에서 우승했다.
젤러는 1997년 인터뷰에서 흑인 선수 타이거 우즈를 두고 인종차별적 발언을 했다가 비판받고 스폰서를 잃은 적이 있다.